# CSM Deva (fotbal)
Club Sportiv Municipal Deva, cunoscut sub numele de CSM Deva, sau pe scurt Deva, este o echipă românească de fotbal profesionist din municipiul Deva care activează în cadrul clubului polisportiv CSM Deva și evoluează în prezent în Liga a III-a. Clubul a fost înființat inițial în 1921 sub denumirea de Mureșul Deva și din 1964 a fost o prezență constantă la nivelul Ligii a II-a și a Ligii a III-a sub diferite denumiri, precum: Minerul Deva, Explormin Deva, Explorări Deva, Vega Deva, Cetate Deva sau CS Deva, dar mai ales sub numele de Mureșul Deva.

## Istoria clubului

### Primii ani (1921–1970)
CSM Deva a luat ființă în 1921, sub denumirea de Mureșul Deva și a evoluat la nivel județean până în 1943, când a apărut ca membru al Cupei Eroilor , de data aceasta sub numele de Corvinul Deva . 
După cel de-al Doilea Război Mondial , Corvinul Deva a fost parte activă a ligilor de gradul trei și regionale, dar fără a obține rezultate notabile în următorii 20 de ani. Devenii a apărut în Divizia C reorganizată în sezonul 1964–65, sub denumirea de Minerul Deva , susținut financiar de industria minieră din județul Hunedoara . În acel sezon, Minerul (antrenat de Mircea Zeană și Mircea Miron) s-a clasat pe locul 2, cu tot atâtea puncte ca liderul ( CFR Arad ) și pe locul trei ( Metalul Hunedoara ), dar a ratat un loc în clasamentul doi în clasament. favoarea clubului cu sediul la Arad . 
După acest rezultat, Minerul s-a clasat pe locul 5 în 1966, apoi în vara aceluiași an și-a schimbat din nou denumirea, acum înapoi în Mureșul Deva , nume sub care formația din Deva avea să obțină cele mai importante rezultate.  Până la sfârșitul anilor ’60, Mureșul a rămas o echipă constantă la nivelul ligii a treia, cu clasamente între 5 și 10 (din 14). 

### Cea mai bună perioadă (1970–1990)
Începând cu sezonul 1970–71 , Mureșul și-a schimbat obiectivele și dintr-o echipă de mijloc a devenit candidat la promovarea în Divizia B. La acel moment, șefii clubului, D. Cepănaru și I. Anescu au decis să depună toate eforturile necesare pentru promovarea echipei în gradul doi.  În primul sezon Mureșul a ratat din nou locul de promovare, la un punct în spatele Independenței Sibiu, apoi în 1972, trei puncte au despărțit „echipa de sub Cetatea Devei” de lider, Vagonul Arad .  Cele mai importante mișcări au fost făcute de personalul administrativ în vara anului 1972, când în calitate de manager a fost angajat Ladislau Vlad , antrenor care deja reușise să promoveze cu clubul din orașul natal,Crișul Oradea , în 1971, de la Divizia B la Divizia A .
Vlad și-a construit o echipă redutabilă la Deva, apoi la finalul sezonului 1972–73 s -a realizat visul Mureșului, promovare în Divizia B, terminând primul, la 6 puncte UM Timișoara . Lotul a fost format din următorii jucători: V. Rusu – Ceaușu I, Ceaușu II, T. Pop, Puia, Stanciu, Nenu, Iancu, Macovei, Gherga, Tarcu, Precup, Macavei, Achim, Stark, Haidu, Uilecan, Mircea Marian, Mihai Marian, Moț, Naghi, Sereș, Stoian, Covaciu, P. Grigore, I. Ardelean și Ș. Dubinciuc.  După promovare, lotul a primit întăriri, printre care și Árpád Szűcs , fost jucător al lui FC Bihor Oradea și unul dintre cei mai importanți jucători ai Devei în toamna anului 1973. La finalul sezonului, Mureșul s-a clasat pe locul 4 (cel mai bun clasament din istoria clubului), dar Ladislau Vlad a părăsit echipa și a revenit la FC Bihor Oradea , pentru a promova încă o dată echipa în clasamentul de vârf.
În vara anului 1974, Nicolae Oaidă (fost mare jucător al Progresului București ) a fost angajat ca nou antrenor și au fost transferați jucători importanți precum Șchiopu , Gruber, Selymessy, Szilaghi, Cojocaru, Oncu sau Buciuman. În iarna lui 1975, Vlad a revenit la Mureșul Deva, lăsând-o pe FC Bihor pe primul loc în seria sa din Divizia B . În perioada următoare, câțiva jucători au părăsit Oradea și au venit la Deva întărind și mai mult lotul, Mureșul s-a clasat pe locul 7 din 18. 
La finalul sezonului 1975–76, Mureșul Deva a salvat în ultimul minut de la retrogradare, apoi a urmat un loc 10 ( sezonul 1976–77 ) și un loc 5 ( sezonul 1977–78 ).  Ușuri și coborâșuri din ultimele sezoane s-au concretizat într-o retrogradare la finalul sezonului 1978–79 , doar golaverajul făcând separarea dintre Mureșul și ultima echipă salvată, Înfrățirea Oradea.
Înapoi în divizia a treia, Mureșul Deva a fost redenumit Minerul Deva , cu industria minieră a județului Hunedoara drept sponsor principal și Ion Ștefănescu ca noul președinte.  În această formulă reîmprospătată, Deva s-a clasat pe locul 2 (9 puncte în spatele CFR Timișoara ) și a ratat încă o dată promovarea.  Acest rezultat nu a fost bine primit și în vara anului 1980, Minerul Deva a absorbit cealaltă Divizia C, Explorări Deva, iar echipa a fost redenumită Explormin Deva .  Toate forțele financiare ale orașului au fost reunite sub umbrela Explormin, în încercarea de a reveni în gradul doi.
În anii următori părea că Deva a fost urmărită de nenorocire, terminând nu mai puțin de trei ori la rând pe locul doi (1981, 1982 și 1983), la unu, cinci și două puncte de Strungul Arad, Metalurgistul Cugir , respectiv Minerul . Lupeni .  În sezonul 1982–83, clubul a evoluat sub numele de Explorări Deva .
În vara anului 1983, Explorări Deva a fost redenumită Mureșul Deva și norocul a revenit de partea clubului din județul Hunedoara , la finalul ediției 1983–84 echipa câștigând seria și promovând în gradul doi, în defavoarea aceluiași rival în fața căruia promovase în 1973, UM Timișoara . 
Mureșul a rămas în divizia a doua până în 1987, când a retrogradat din nou, după ce a ocupat locul 16 (din 18). Retrogradarea a fost urmată de încă un loc 2 în gradul trei (1988) apoi de o altă promovare în 1989, când Devenii și-au dominat seria și au promovat cu un avans de 10 puncte peste locul doi, Metalurgistul Cugir .  De data aceasta echipa cu sediul în județul Hunedoara a rezistat la o singură ediție înainte de a retrograda din nou în 1990. Această retrogradare a fost sfârșitul celei mai fructuoase perioade din istoria clubului din Deva .
În anii 1970-1980, Mureșul a mai fost condus de Petre Dăscăliță, Adalbert Kassai, Traian Ivănescu , Constantin Ștefan, Dumitru Borcău, Teodor Pop, Gheorghe Țurlea sau Carol Gal și au făcut parte din lot, jucători precum: Balla, Naghi, Sava. , Bucur, Fogoroși, Nicoară, Ștef, Vidican, Preda, Tirchineci, Mechimici, Dumitreasă, Olușuteanu, Vălășuteanu, Szabados, Mateescu , Văetuș , Varga sau Rădos. 

### Deva nu își găsește ritmul (1990–2006)
După retrogradarea din 1990, Mureșul a mai petrecut două sezoane în divizia a treia, dar terminând sub așteptări, pe locurile 11 și 5,  și din cauza reorganizării sistemului competițional, în vara anului 1992, dictată de românul. Federația de Fotbal, clubul retrogradat în campionatul județean.
În 1994, echipa nou promovată, Vega Caransebeș, a fost comasată cu echipa locală, noua entitate a fost numită Vega Deva și a început să joace în Divizia C .  Vega s-a clasat pe locurile 5 și 10 înainte de a promova în Divizia B la sfârșitul anilor 1996–97, când și-a câștigat seria cu un avans de trei puncte față de locul doi, FC Drobeta-Turnu Severin . Lotul care a reușit să obțină această performanță a fost condus de Nicolae Stanca și condus de Ionel Stanca, având în componență jucători precum: Rahoveanu, Fartușnic, Tănasă, Fl. Voinea, G. Ștefan, Em. Popa, Fl. Danciu, Luca, Személy, Fl. Berindei, P. Naniu, Grosu sau Chiliman, printre alții. 
Vega a petrecut doar două sezoane mediocre în divizia a doua, apoi a retrogradat înapoi în Divizia C la sfârșitul sezonului 1998–99 . În vara anului 1999, Vega Deva a fost redenumită pentru prima dată în Cetate Deva , iar organizarea reîmprospătată a clubului a adus o nouă promovare în gradul doi, în 2000.  După promovare, clubul a întâmpinat probleme financiare și s-a retras în prima parte a sezonului, fiind ulterior exclus din ligă.
În vara anului 2001, clubul a reușit să se înscrie în gradul al treilea sub vechiul nume de Mureșul Deva , obținând apoi două clasamente de mijloc (a 8-a și a 5-a). 
În vara anului 2003, ca dovadă că Deva nu-și găsea ritmul, Mureșul a fuzionat cu clubul nou promovat CS Certej, noua entitate a fost numită CS Deva și a continuat tradiția fotbalistică a Mureșului, dar în gradul doi, în schimb. al treilea. Două sezoane a petrecut CS Deva în Divizia B (locul 10 și 12), înainte de a-și vinde locul lui Corvinul 2005 Hunedoara , în vara anului 2005.  CS Deva a continuat încă un sezon în gradul al treilea, dar s-a clasat doar pe locul 12. (din 14).

### Mureșul se întoarce (2006–2013)
În vara anului 2006, CS Deva s-a reorganizat ca CS Mureșul Deva , readucând vechiul nume al clubului, denumire sub care echipa a obținut cele mai mari rezultate. Compania Agro (firmă producătoare de mezeluri) și Municipiul Deva, patroni ai clubului l-au numit pe fostul jucător al Diviziei A Gheorghe Barbu drept manager al "alb-roșilor".  Mureșul a promovat după doar un sezon, de data aceasta de pe locul doi, profitând de restructurarea sistemului ligii românești de fotbal .
La sfârșitul anilor 2000 și începutul anilor 2010, Mureșul Deva a reușit să redevină o prezență constantă la nivelul Ligii II , pentru prima dată din anii 1970 și 1980. Mureșul s-a clasat pe locul 7 ( 2007–08 ), pe locul 12 ( 2008–09 ) și pe locul 14 ( 2009–10 ), retrogradând în 2010, dar apoi fiind ferit de retrogradare din cauza retragerii formației din Liga I Internațional Curtea de Argeș . În 2010, Agro Company, sponsor principal al echipei, a intrat în insolvență și problemele financiare au început la club.  După rezultatele slabe, Gheorghe Barbu a fost schimbat cu Constantin Olariu, apoi Olariu cu Romulus Gabor, dar rezultatele au fost totuși slabe, iar Mureșul a retrogradat la finalul sezonului 2011–12 , după cinci sezoane consecutive în liga secundă, fiind ulterior dizolvat.
În această perioadă, pentru Mureșul Deva au jucat fotbaliști precum: Rahoveanu, Lipitor – N. Oltean, Dosan, Vârtic , Ad. Bud, Lintaru, J. Vajda, Sătmar, Borza , Dârvaru, Bițiș, E. Vajda, Sântejudean, I. Moldovan, Cireș, Pisoiu, Păcurar , A. Coman, Bunea, Onicaș , I. Baciu, Személy, Al. Dan , Gârlă , Apetri sau Gongolea , printre multe altele.

### Liga IV Hunedoara (2013-2015)
Clubul a fost fondat în vara anului 2013 pentru a continua tradiția fotbalului în Deva, după ce toate cluburile de fotbal ale orașului s-au desființat de-alungul anilor.
În primul sezon de existență, echipa s-a clasat pe locul 3 în Liga IV Hunedoara 2013-2014.
În următorul sezon, echipa s-a clasat pe locul 1 în Liga IV Hunedoara și astfel s-a calificat la barajul de promovare. Barajul a fost disputat împotriva gorjenilor de la Gilortul Târgu Cărbunești, pe care i-au învins în tur, pe teren propriu, cu scorul de 8-2. În retur, devenii au învins în deplasare cu 1-3 și astfel au promovat în Liga a III-a pentru prima dată în istoria clubului.

### Sistemul divizionar (2015-prezent)
CNS Cetate Deva a debutat cu dreptul în Liga a III-a 2015-2016, învingând în prima etapă, pe teren propriu, formația ACSO Filiași, cu scorul de 3-1. Turul a fost dezastruos, echipa obținând doar 13 puncte, și trăind cu emoțiile retrogradării. Returul, însă, a fost unul de excepție, CNS Cetate Deva acumulând încă 29 de puncte. Astfel, cu un total de 42 de puncte,echipa s-a clasat pe locul 6. Cea mai importantă victorie a devenilor s-a produs în retur, când au învins formația SS Politehnica Timișoara, în deplasare, cu scorul de 3-2, după ce fuseseră conduși cu 2-0.
În vara anului 2016, Ciprian Pepenar a fost numit antrenor al clubului, iar obiectivul a fost  clar: promovarea în Liga a II-a. După un start slab, Ciprian Pepenar a demisionat, iar antrenor a fost numit Viorel Tănase. În ultimele etape ale turului, clubul a semnat cu senegalezul Ousmane N'Doye, un fotbalist care a jucat și în Liga I, pentru a ajuta echipa să promoveze în Liga a II-a. După o înfrângere, scor 1-4, în deplasare, cu Ripensia Timișoara, care a diminuat substanțial șansele devenilor de a promova în Liga a II-a, antrenorul interimar, Viorel Tănase, a demisionat, iar în locul lui a fost numit Ousmane N'Doye .

## Stadionul
Stadionul Cetate are o capacitate de 4.000 de locuri. El este situat la poalele Cetății Devei, chiar lângă Aqualand Deva. Este un stadion polivalent din Deva , România . În prezent este folosit mai ales pentru meciuri de fotbal și este terenul gazdei Cetate Deva . Stadionul a fost deschis în anii 1960 și are 4.000 de locuri. Stadionul Cetate este pe locul 3 în județul Hunedoara , după capacitate și este bine cunoscut în România pentru locația sa deosebită, chiar la poalele dealului pe care se află Cetatea Devei. 

## Parcursul competițional
| Sezon   | Nivel | Divizie                      | Loc   | Note      | Cupa României |
| ------- | ----- | ---------------------------- | ----- | --------- | ------------- |
| 2023–24 | 3     | Liga a III-a (Seria a VII-a) | 3     |           | Play-off      |
| 2022–23 | 3     | Liga a III-a (Seria a VII-a) | 1 (C) |           |               |
| 2021–22 | 3     | Liga a III-a (Seria a VII-a) | 2     |           |               |
| 2020–21 | 3     | Liga a III-a (Seria a VII-a) | 5     |           |               |
| 2019–20 | 3     | Liga a III-a (Seria a IV-a)  | 12    |           |               |
| 2018–19 | 3     | Liga a III-a (Seria a IV-a)  | 13    |           |               |
| 2017–18 | 3     | Liga a III-a (Seria a IV-a)  | 8     |           |               |
| 2016–17 | 3     | Liga a III-a (Seria a IV-a)  | 6     |           | Șaisprezecimi |
| 2015–16 | 3     | Liga a III-a (Seria a IV-a)  | 6     |           |               |
| 2014–15 | 4     | Liga a IV-a Hunedoara (HD)   | 1 (C) | Promovată |               |
| 2013–14 | 4     | Liga a IV-a Hunedoara (HD)   | 3     |           |               |

| Sezon   | Nivel | Divizie                    | Loc | Note         | Cupa României |
| ------- | ----- | -------------------------- | --- | ------------ | ------------- |
| 2011–12 | 2     | Liga a II-a (Seria a II-a) | 15  | Retrogradată |               |
| 2010–11 | 2     | Liga a II-a (Seria a II-a) | 13  |              |               |
| 2009–10 | 2     | Liga a II-a (Seria a II-a) | 14  |              |               |
| 2008–09 | 2     | Liga a II-a (Seria a II-a) | 12  |              |               |
| 2007–08 | 2     | Liga a II-a (Seria a II-a) | 7   |              |               |
| 2006–07 | 3     | Liga a III-a (Seria a V-a) | 2   | Promovată    |               |
| 2005–06 | 3     | Divizia C (Seria a VII-a)  | 12  |              |               |
| 2004–05 | 2     | Divizia B (Seria a III-a)  | 12  | Retrogradată |               |
| 2003–04 | 2     | Divizia B (Seria a III-a)  | 10  |              |               |
| 2002–03 | 3     | Divizia C (Seria a VI-a)   | 5   | Promovată    |               |
| 2001–02 | 3     | Divizia C (Seria a VI-a)   | 8   |              |               |
| 2000–01 | 2     | Divizia B (Seria a II-a)   | 17  | Retrogradată |               |

## Palmares

### National
- - Liga a III-a :
    - Câștigători (5): 1972–73 , 1983–84 , 1988–89 , 1996–97 , 1999–2000
    - Locul 2 (9): 1964–65 , 1970–71 , 1971–72 , 1979–80 , 1980–81 , 1981–82 , 1982–83 , 1987–88 , 2006–07 Liga a IV-a:

  - Câsttigători (1):  1993–94, 2014-15

### Alte performanțe
- Apariții în Liga a II-a : 20
- Cel mai bun rezultat în Liga a II-a: locul 4 în sezonul 1973–74 .

## Jucători

### Lotul 2021-2022
| Nr. |              | Poziție | Jucător           |
| --- | ------------ | ------- | ----------------- |
| 1   | România      | P       | Andrei Raț        |
| 22  | România      | P       | Roberto Bodea     |
| 4   | România      | F       | Alexandru Doboș   |
| 5   | Burkina Faso | F       | Salif Nogo        |
| 6   | România      | F       | Octavian Ionică   |
| 14  | România      | F       | Alexandru Petresc |
| 2   | România      | F       | David Jude        |
| 15  | România      | F       | Sebastian Agache  |
| 16  | România      | F       | Roland Kelemen    |
|     | România      |         |                   |

| Nr. |         | Poziție | Jucător                                                 |
| --- | ------- | ------- | ------------------------------------------------------- |
| 7   | România | M       | Andrei Făgărășanu                                       |
| 13  | România | M       | Erwin Bloj                                              |
| 23  | România | M       | Robert Cristian                                         |
| 24  | România | M       | Andrei Vaștag                                           |
| 78  | Senegal | M       | Ousmane N'Doye                                          |
| 10  | România | A       | Iulian Tecsi                                            |
| 17  | România | A       | Marian Stoenac (împrumutat de la CS Juventus București) |
| 20  | România | A       | Szabolcs Székely                                        |

### Personalul tehnic
| Rol                         | Nume            |
| --------------------------- | --------------- |
| Administrator               | Ștefan Nanu     |
| Asistent manager            | Ciprian Luca    |
| Antrenor de portari         | Aurel Sava      |
| Maseur                      | Ioan Răfăilă    |
| Magazioner                  | Ioan Varga      |
| Al doilea manager de echipă | Daniel Haidiner |

1. ↑  „Seria 7, sezon 2022-2023” (PDF). Federația Română de Fotbal. Accesat în 21 august 2022.